# Apold (gmina)
Apold – gmina w Rumunii, w okręgu Marusza. Obejmuje miejscowości Apold, Daia, Șaeș i Vulcan. W 2011 roku liczyła 2892 mieszkańców.